# Torneo Clausura 2022 (Honduras)
El Torneo Clausura 2022 (también llamado Liga Betcris de Clausura 2022, por motivos de patrocinio), fue la 81.ª edición de la Liga Nacional de Honduras, siendo el segundo torneo de la Temporada 2021-22. Comenzó a disputarse el 19 de enero y culminó el 29 de mayo de 2022.

## Sistema de competición

### Fase de clasificación
En la fase de clasificación se observará el sistema de puntos. La ubicación en la tabla general está sujeta a lo siguiente:
- Por juego ganado se obtendrán tres puntos.
- Por juego empatado se obtendrá un punto.
- Por juego perdido no se otorgan puntos.

El campeonato se jugará con un sistema de «Todos contra Todos» entre los diez equipos participantes. Los partidos estarán definidos en 18 jornadas, y al finalizar las mismas los primeros dos lugares clasificarán de manera automática a las semifinales, mientras que los equipos que ocuparon el 3°, 4°, 5° y 6° puesto tendrán que jugar la «Liguilla final» (repechajes) en partidos de ida y vuelta; el resto de los equipos quedará sin ninguna opción a pelear por el título.

### Fase final
La fase final se definirá por las siguientes etapas:
- Repechajes
- Semifinales
- Final

A las semifinales clasificarán los dos equipos vencedores de la «Liguilla final» y los antes clasificados de manera directa. Cada uno de estos cuatro equipos se enfrentarán en dos partidos (ida y vuelta) y el que logre anotar el mayor número de goles obtendrá un cupo en la «Gran Final». De existir empate en el número de goles anotados, la clasificación se definirá a través del Reglamento, es decir, el equipo que haya terminado en mejor posición en la tabla general del Torneo Regular. 
Disputarán el título de Campeón del Torneo de Clausura 2022 los dos clubes vencedores de la fase semifinal correspondiente, reubicándolos del uno al dos, de acuerdo a su mejor posición en la Tabla de Clasificación al término de la jornada 18.

## Información de los equipos

### Equipos participantes
| Equipo            | Ciudad                        | Entrenador         | Estadio                  | Capacidad | Fundación | Indumentaria | Patrocinador       | Televisora        |
| ----------------- | ----------------------------- | ------------------ | ------------------------ | --------- | --------- | ------------ | ------------------ | ----------------- |
| Honduras Progreso | El Progreso, Yoro             | Jhon Jairo López   | Humberto Micheletti      | 5.500     | 1965      | Huriver      | Tigo               | Tigo Sports       |
| Marathón          | San Pedro Sula, Cortés        | Manuel Keosseian   | Yankel Rosenthal         | 15.500    | 1925      | Joma         | JVC                | TDTV y Canal 11   |
| Motagua           | Tegucigalpa, Distrito Central | Hernán Medina      | Nacional                 | 34.000    | 1928      | Joma         | Pepsi              | TVC y Tigo Sports |
| Olimpia           | Tegucigalpa, Distrito Central | Pablo Lavallén     | Nacional                 | 34.000    | 1912      | Umbro        | Banco Atlántida    | TVC y Tigo Sports |
| Platense          | Puerto Cortés, Cortés         | Ramón Maradiaga    | Excelsior                | 10.000    | 1960      | Huriver      | Asiatiko's Parts   | Tigo Sports y TVC |
| Real España       | San Pedro Sula, Cortés        | Héctor Vargas      | Morazán                  | 18.000    | 1929      | Kelme        | Claro              | TVC y Tigo Sports |
| Real Sociedad     | Tocoa, Colón                  | David Fúnez (int.) | Francisco Martínez Durón | 6.000     | 1988      | Goca Sport   | Molineros's        | TDTV y Canal 11   |
| UPNFM             | Danlí, El Paraíso             | Raúl Cáceres       | Marcelo Tinoco           | 5.000     | 2010      | Novatex      | Banco de Occidente | Tigo Sports y TVC |
| Victoria          | La Ceiba, Atlántida           | Salomón Nazar      | Ceibeño                  | 18.000    | 1935      | Nova Sport   | Banco de Occidente | Tigo Sports y TVC |
| Vida              | La Ceiba, Atlántida           | Fernando Mira      | Ceibeño                  | 18.000    | 1940      | Nova Sport   | Tigo               | Tigo Sports       |

### Equipos por zona geográfica
| Honduras Progreso Motagua Olimpia Real Sociedad Real España Marathón Vida Victoria Platense UPNFM \| Departamento \| N.º \| Equipos \| \| ----------------- \| --- \| -------------------------------- \| \| Cortés \| 3 \| Marathon, Platense y Real España \| \| Francisco Morazán \| 2 \| Motagua y Olimpia \| \| Atlántida \| 2 \| Vida y Victoria \| \| Yoro \| 1 \| Honduras Progreso \| \| Colón \| 1 \| Real Sociedad \| \| El Paraíso \| 1 \| UPNFM \| |     |                                  |
| Departamento | N.º | Equipos                          |
| Cortés | 3   | Marathon, Platense y Real España |
| Francisco Morazán | 2   | Motagua y Olimpia                |
| Atlántida | 2   | Vida y Victoria                  |
| Yoro | 1   | Honduras Progreso                |
| Colón | 1   | Real Sociedad                    |
| El Paraíso | 1   | UPNFM                            |

### Cambios de entrenadores
| Equipo        | Entrenador saliente         | Jornadas | Nuevo entrenador            | Jornadas |
| ------------- | --------------------------- | -------- | --------------------------- | -------- |
| Real Sociedad | Mario Petrone               | Pre.     | Carlos Tábora               | Pre.     |
| Olimpia       | Pedro Troglio               | Pre.     | Juan Carlos Espinoza (int.) | Pre.     |
| Olimpia       | Juan Carlos Espinoza (int.) | 1 - 2    | Pablo Lavallén              | 3 -      |
| Real España   | Raúl Gutiérrez              | 1 - 4    | Emilson Soto (int.)         | 5 -      |
| Real Sociedad | Carlos Tábora               | 1 - 5    | David Fúnez (int.)          | 6 -      |
| Real España   | Emilson Soto (int.)         | 5        | Héctor Vargas               | 6 -      |
| Real Sociedad | David Fúnez (int.)          | 6        | Orlando Restrepo            | 7 -      |
| Motagua       | Diego Vázquez               | 1 - 7    | César Obando                | 8 -      |
| Marathón      | Martín García               | 1 - 10   | Jorge Ernesto Pineda (int.) | 11 -     |
| Marathón      | Jorge Ernesto Pineda (int.) | 11       | Manuel Keosseian            | 12 -     |
| Motagua       | César Obando                | 8 - 12   | Hernán Medina               | 13 -     |
| Real Sociedad | Orlando Restrepo            | 7 - 17   | David Fúnez (int.)          | 18       |

### Jugadores extranjeros
| Equipo            | Jugador 1        | Jugador 2     | Jugador 3           | Jugador 4        |
| ----------------- | ---------------- | ------------- | ------------------- | ---------------- |
| Honduras Progreso | Andrés Salazar   | Oidel Pérez   | Leslie Heraldez     | Richard Mercado  |
| Marathón          | Santiago Córdoba | Lucas Campana | Braian Molina       | Juan Vieyra      |
| Motagua           | Roberto Moreira  | Diego Auzqui  | Franco Olego        | Lucas Baldunciel |
| Olimpia           | Yustin Arboleda  |               |                     |                  |
| Platense          | Álvaro Klusener  | Federico Maya | Francisco Del Riego | Jorge Ojeda      |
| Real España       | Omar Rosas       | Ramiro Rocca  | Heyreel Saravia     | Ezequiel Denis   |
| Real Sociedad     | Nelson Johnston  | Jamal Charles | Akeem Roach         |                  |
| UPNFM             |                  |               |                     |                  |
| Victoria          | Yaudel Lahera    | Luis Hurtado  |                     |                  |
| Vida              | Víctor Blasco    | Rafael Agámez | Marcos Velásquez    | Patryck Ferreira |

## Fase regular

### Clasificación
Simbología:

Pts: puntos acumulados.

PJ: partidos jugados.

PG: partidos ganados.

PE: partidos empatados.

PP: partidos perdidos.

GF: goles a favor.

GC: goles en contra.

|                                            |     | Equipo        | PJ | G  | E | P  | GF | GC | Dif. | Pts |
| ------------------------------------------ | --- | ------------- | -- | -- | - | -- | -- | -- | ---- | --- |
|                                            | 1.  | Real España   | 18 | 12 | 1 | 5  | 34 | 21 | +13  | 37  |
|                                            | 2.  | Olimpia       | 18 | 10 | 2 | 6  | 31 | 15 | +16  | 32  |
|                                            | 3.  | Victoria      | 18 | 10 | 2 | 6  | 31 | 19 | +12  | 32  |
|                                            | 4.  | Motagua       | 18 | 8  | 4 | 6  | 25 | 16 | +9   | 28  |
|                                            | 5.  | Vida          | 18 | 7  | 4 | 7  | 26 | 26 | 0    | 25  |
|                                            | 6.  | Marathón      | 18 | 7  | 2 | 9  | 24 | 25 | -1   | 23  |
|                                            | 7.  | Honduras P    | 18 | 6  | 5 | 7  | 26 | 30 | -4   | 23  |
|                                            | 8.  | Platense      | 18 | 6  | 5 | 7  | 14 | 20 | -6   | 23  |
|                                            | 9.  | Real Sociedad | 18 | 5  | 2 | 11 | 19 | 42 | -23  | 17  |
|                                            | 10. | UPNFM         | 18 | 4  | 3 | 11 | 16 | 32 | -16  | 15  |
| Última actualización: 30 de abril de 2022. |     |               |    |    |   |    |    |    |      |     |

|  | Clasificado directo a semifinales |
|  | Clasificado a la fase final       |
|  | Último Lugar                      |

## Fase de clasificación
| Jornada 1          | Jornada 1 | Jornada 1     | Jornada 1           | Jornada 1   | Jornada 1 |
| Local              | Resultado | Visitante     | Estadio             | Fecha       | Hora      |
| ------------------ | --------- | ------------- | ------------------- | ----------- | --------- |
| UPNFM              | 3 - 0     | Vida          | Marcelo Tinoco      | 19 de enero | 17:00     |
| Olimpia            | 4 - 2     | Real Sociedad | Morazán             | 19 de enero | 19:00     |
| Honduras Progreso  | 2 - 1     | Motagua       | Humberto Micheletti | 19 de enero | 19:15     |
| Victoria           | 4 - 1     | Real España   | Ceibeño             | 19 de enero | 19:15     |
| Marathón           | 1 - 0     | Platense      | Morazán             | 20 de enero | 19:06     |
| Total de goles: 17 |           |               |                     |             |           |

| Jornada 2         | Jornada 2 | Jornada 2     | Jornada 2           | Jornada 2   | Jornada 2 |
| Local             | Resultado | Visitante     | Estadio             | Fecha       | Hora      |
| ----------------- | --------- | ------------- | ------------------- | ----------- | --------- |
| Honduras Progreso | 1 - 2     | UPNFM         | Humberto Micheletti | 22 de enero | 19:15     |
| Victoria          | 2 - 0     | Real Sociedad | Ceibeño             | 22 de enero | 19:30     |
| Motagua           | 0 - 0     | Vida          | Marcelo Tinoco      | 23 de enero | 16:00     |
| Marathón          | 1 - 0     | Olimpia       | Morazán             | 23 de enero | 16:06     |
| Platense          | 2 - 1     | Real España   | Excélsior           | 23 de enero | 17:00     |
| Total de goles: 9 |           |               |                     |             |           |

| Jornada 3          | Jornada 3 | Jornada 3         | Jornada 3          | Jornada 3    | Jornada 3 |
| Local              | Resultado | Visitante         | Estadio            | Fecha        | Hora      |
| ------------------ | --------- | ----------------- | ------------------ | ------------ | --------- |
| Olimpia            | 3 - 0     | Honduras Progreso | Marcelo Tinoco     | 5 de febrero | 17:00     |
| Real España        | 1 - 2     | Motagua           | Morazán            | 5 de febrero | 19:00     |
| Platense           | 0 - 2     | Victoria          | Excélsior          | 5 de febrero | 19:00     |
| Vida               | 3 - 0     | Marathón          | Ceibeño            | 5 de febrero | 19:30     |
| Real Sociedad      | 2 - 2     | UPNFM             | Francisco Martínez | 6 de febrero | 15:00     |
| Total de goles: 15 |           |                   |                    |              |           |

| Jornada 4          | Jornada 4 | Jornada 4         | Jornada 4          | Jornada 4     | Jornada 4 |
| Local              | Resultado | Visitante         | Estadio            | Fecha         | Hora      |
| ------------------ | --------- | ----------------- | ------------------ | ------------- | --------- |
| Motagua            | 1 - 0     | Victoria          | Marcelo Tinoco     | 8 de febrero  | 15:00     |
| Real Sociedad      | 4 - 2     | Honduras Progreso | Francisco Martínez | 9 de febrero  | 15:00     |
| UPNFM              | 1 - 2     | Platense          | Marcelo Tinoco     | 9 de febrero  | 18:00     |
| Vida               | 0 - 3     | Olimpia           | Ceibeño            | 9 de febrero  | 19:30     |
| Marathón           | 2 - 0     | Real España       | Olímpico           | 10 de febrero | 19:06     |
| Total de goles: 15 |           |                   |                    |               |           |

| Jornada 5          | Jornada 5 | Jornada 5     | Jornada 5           | Jornada 5     | Jornada 5 |
| Local              | Resultado | Visitante     | Estadio             | Fecha         | Hora      |
| ------------------ | --------- | ------------- | ------------------- | ------------- | --------- |
| Olimpia            | 1 - 1     | Motagua       | Morazán             | 12 de febrero | 19:00     |
| Victoria           | 3 - 0     | UPNFM         | Ceibeño             | 12 de febrero | 19:30     |
| Honduras Progreso  | 2 - 1     | Marathón      | Humberto Micheletti | 13 de febrero | 16:00     |
| Platense           | 1 - 2     | Vida          | Excélsior           | 13 de febrero | 17:00     |
| Real España        | 4 - 1     | Real Sociedad | Morazán             | 13 de febrero | 17:00     |
| Total de goles: 13 |           |               |                     |               |           |

| Jornada 6          | Jornada 6 | Jornada 6         | Jornada 6          | Jornada 6     | Jornada 6 |
| Local              | Resultado | Visitante         | Estadio            | Fecha         | Hora      |
| ------------------ | --------- | ----------------- | ------------------ | ------------- | --------- |
| Marathón           | 2 - 3     | Victoria          | Yankel Rosenthal   | 19 de febrero | 15:06     |
| Vida               | 0 - 2     | Honduras Progreso | Ceibeño            | 19 de febrero | 19:30     |
| Real Sociedad      | 1 - 1     | Platense          | Francisco Martínez | 20 de febrero | 15:00     |
| UPNFM              | 0 - 0     | Motagua           | Marcelo Tinoco     | 20 de febrero | 16:00     |
| Olimpia            | 1 - 3     | Real España       | Ceibeño            | 20 de febrero | 17:00     |
| Total de goles: 13 |           |                   |                    |               |           |

| Jornada 7          | Jornada 7 | Jornada 7         | Jornada 7          | Jornada 7     | Jornada 7 |
| Local              | Resultado | Visitante         | Estadio            | Fecha         | Hora      |
| ------------------ | --------- | ----------------- | ------------------ | ------------- | --------- |
| UPNFM              | 0 - 3     | Olimpia           | Marcelo Tinoco     | 26 de febrero | 17:00     |
| Real España        | 3 - 0     | Honduras Progreso | Morazán            | 26 de febrero | 19:00     |
| Victoria           | 1 - 2     | Vida              | Ceibeño            | 26 de febrero | 19:30     |
| Real Sociedad      | 1 - 0     | Marathón          | Francisco Martínez | 27 de febrero | 15:00     |
| Motagua            | 2 - 0     | Platense          | Nacional           | 27 de febrero | 16:00     |
| Total de goles: 12 |           |                   |                    |               |           |

| Jornada 8          | Jornada 8 | Jornada 8     | Jornada 8           | Jornada 8  | Jornada 8 |
| Local              | Resultado | Visitante     | Estadio             | Fecha      | Hora      |
| ------------------ | --------- | ------------- | ------------------- | ---------- | --------- |
| Motagua            | 2 - 1     | Marathón      | Nacional            | 2 de marzo | 19:00     |
| Real España        | 1 - 0     | UPNFM         | Morazán             | 2 de marzo | 19:00     |
| Platense           | 0 - 3     | Olimpia       | Excélsior           | 2 de marzo | 19:00     |
| Vida               | 4 - 0     | Real Sociedad | Ceibeño             | 2 de marzo | 19:30     |
| Honduras Progreso  | 2 - 1     | Victoria      | Humberto Micheletti | 3 de marzo | 19:15     |
| Total de goles: 14 |           |               |                     |            |           |

| Jornada 9          | Jornada 9 | Jornada 9         | Jornada 9          | Jornada 9  | Jornada 9 |
| Local              | Resultado | Visitante         | Estadio            | Fecha      | Hora      |
| ------------------ | --------- | ----------------- | ------------------ | ---------- | --------- |
| Vida               | 0 - 1     | Real España       | Ceibeño            | 5 de marzo | 19:30     |
| Real Sociedad      | 2 - 1     | Motagua           | Francisco Martínez | 6 de marzo | 15:00     |
| Olimpia            | 0 - 1     | Victoria          | Nacional           | 6 de marzo | 16:00     |
| Platense           | 0 - 0     | Honduras Progreso | Excelsior          | 6 de marzo | 17:00     |
| Marathón           | 4 - 1     | UPNFM             | Olímpico           | 6 de marzo | 17:06     |
| Total de goles: 10 |           |                   |                    |            |           |

| Jornada 10         | Jornada 10 | Jornada 10    | Jornada 10          | Jornada 10  | Jornada 10 |
| Local              | Resultado  | Visitante     | Estadio             | Fecha       | Hora       |
| ------------------ | ---------- | ------------- | ------------------- | ----------- | ---------- |
| Marathón           | 1 - 1      | Vida          | Olímpico            | 12 de marzo | 17:06      |
| UPNFM              | 1 - 0      | Real Sociedad | Marcelo Tinoco      | 12 de marzo | 18:00      |
| Honduras Progreso  | 1 - 3      | Olimpia       | Humberto Micheletti | 12 de marzo | 19:15      |
| Victoria           | 0 - 1      | Platense      | Ceibeño             | 12 de marzo | 19:30      |
| Motagua            | 0 - 2      | Real España   | Nacional            | 13 de marzo | 16:00      |
| Total de goles: 10 |            |               |                     |             |            |

| Jornada 11         | Jornada 11 | Jornada 11        | Jornada 11         | Jornada 11  | Jornada 11 |
| Local              | Resultado  | Visitante         | Estadio            | Fecha       | Hora       |
| ------------------ | ---------- | ----------------- | ------------------ | ----------- | ---------- |
| UPNFM              | 2 - 2      | Honduras Progreso | Marcelo Tinoco     | 19 de marzo | 17:00      |
| Real España        | 3 - 2      | Platense          | Morazán            | 19 de marzo | 19:00      |
| Vida               | 2 - 0      | Motagua           | Ceibeño            | 19 de marzo | 19:30      |
| Real Sociedad      | 1 - 3      | Victoria          | Francisco Martínez | 20 de marzo | 15:30      |
| Olimpia            | 3 - 0      | Marathón          | Nacional           | 20 de marzo | 17:00      |
| Total de goles: 18 |            |                   |                    |             |            |

| Jornada 12        | Jornada 12 | Jornada 12    | Jornada 12          | Jornada 12  | Jornada 12 |
| Local             | Resultado  | Visitante     | Estadio             | Fecha       | Hora       |
| ----------------- | ---------- | ------------- | ------------------- | ----------- | ---------- |
| Real España       | 3 - 1      | Marathón      | Rubén Deras         | 27 de abril | 18:00      |
| Honduras Progreso | 0 - 1      | Real Sociedad | Humberto Micheletti | 2 de abril  | 19:15      |
| Victoria          | 1 - 0      | Motagua       | Ceibeño             | 2 de abril  | 19:30      |
| Platense          | 1 - 0      | UPNFM         | Excélsior           | 3 de abril  | 16:00      |
| Olimpia           | 2 - 0      | Vida          | Nacional            | 3 de abril  | 17:00      |
| Total de goles: 9 |            |               |                     |             |            |

| Jornada 13         | Jornada 13 | Jornada 13        | Jornada 13         | Jornada 13 | Jornada 13 |
| Local              | Resultado  | Visitante         | Estadio            | Fecha      | Hora       |
| ------------------ | ---------- | ----------------- | ------------------ | ---------- | ---------- |
| UPNFM              | 0 - 3      | Victoria          | Marcelo Tinoco     | 6 de abril | 18:00      |
| Real Sociedad      | 0 - 3      | Real España       | Francisco Martínez | 6 de abril | 19:00      |
| Marathón           | 1 - 1      | Honduras Progreso | Olímpico           | 6 de abril | 19:00      |
| Motagua            | 1 - 2      | Olimpia           | Nacional           | 6 de abril | 19:00      |
| Vida               | 1 - 1      | Platense          | Ceibeño            | 6 de abril | 19:30      |
| Total de goles: 13 |            |                   |                    |            |            |

| Jornada 14        | Jornada 14 | Jornada 14    | Jornada 14          | Jornada 14  | Jornada 14 |
| Local             | Resultado  | Visitante     | Estadio             | Fecha       | Hora       |
| ----------------- | ---------- | ------------- | ------------------- | ----------- | ---------- |
| Honduras Progreso | 3 - 1      | Vida          | Humberto Micheletti | 9 de abril  | 19:15      |
| Victoria          | 0 - 1      | Marathón      | Ceibeño             | 9 de abril  | 19:30      |
| Motagua           | 2 - 0      | UPNFM         | Nacional            | 10 de abril | 16:00      |
| Real España       | 1 - 0      | Olimpia       | Olímpico            | 10 de abril | 17:00      |
| Platense          | 1 - 0      | Real Sociedad | Excélsior           | 10 de abril | 19:00      |
| Total de goles: 9 |            |               |                     |             |            |

| Jornada 15         | Jornada 15 | Jornada 15        | Jornada 15         | Jornada 15  | Jornada 15 |
| Local              | Resultado  | Visitante         | Estadio            | Fecha       | Hora       |
| ------------------ | ---------- | ----------------- | ------------------ | ----------- | ---------- |
| Marathón           | 0 - 3      | Motagua           | Yankel Rosenthal   | 13 de abril | 15:06      |
| UPNFM              | 0 - 2      | Real España       | Marcelo Tinoco     | 13 de abril | 17:00      |
| Olimpia            | 0 - 0      | Platense          | Nacional           | 13 de abril | 19:00      |
| Victoria           | 2 - 2      | Honduras Progreso | Ceibeño            | 13 de abril | 19:30      |
| Real Sociedad      | 4 - 1      | Vida              | Francisco Martínez | 14 de abril | 19:00      |
| Total de goles: 14 |            |                   |                    |             |            |

| Jornada 16         | Jornada 16 | Jornada 16        | Jornada 16 | Jornada 16  | Jornada 16 |
| Local              | Resultado  | Visitante         | Estadio    | Fecha       | Hora       |
| ------------------ | ---------- | ----------------- | ---------- | ----------- | ---------- |
| Real Sociedad      | 0 - 1      | Olimpia           | San Jorge  | 20 de abril | 19:00      |
| Motagua            | 3 - 2      | Honduras Progreso | Nacional   | 20 de abril | 19:00      |
| Platense           | 1 - 0      | Marathón          | Excélsior  | 20 de abril | 19:00      |
| Real España        | 3 - 1      | Victoria          | Morazán    | 20 de abril | 19:00      |
| Vida               | 4 - 2      | UPNFM             | Ceibeño    | 20 de abril | 19:30      |
| Total de goles: 17 |            |                   |            |             |            |

| Jornada 17         | Jornada 17 | Jornada 17    | Jornada 17          | Jornada 17  | Jornada 17 |
| Local              | Resultado  | Visitante     | Estadio             | Fecha       | Hora       |
| ------------------ | ---------- | ------------- | ------------------- | ----------- | ---------- |
| Honduras Progreso  | 1 - 1      | Real España   | Humberto Micheletti | 23 de abril | 19:15      |
| Vida               | 1 - 1      | Victoria      | Ceibeño             | 23 de abril | 19:30      |
| Olimpia            | 0 - 1      | UPNFM         | Nacional            | 24 de abril | 17:00      |
| Marathón           | 6 - 0      | Real Sociedad | Olímpico            | 24 de abril | 17:00      |
| Platense           | 0 - 0      | Motagua       | Excélsior           | 24 de abril | 18:00      |
| Total de goles: 11 |            |               |                     |             |            |

| Jornada 18         | Jornada 18 | Jornada 18    | Jornada 18          | Jornada 18  | Jornada 18 |
| Local              | Resultado  | Visitante     | Estadio             | Fecha       | Hora       |
| ------------------ | ---------- | ------------- | ------------------- | ----------- | ---------- |
| Real España        | 1 - 4      | Vida          | Excélsior           | 30 de abril | 19:00      |
| UPNFM              | 1 - 2      | Marathón      | Marcelo Tinoco      | 30 de abril | 19:00      |
| Victoria           | 3 - 2      | Olimpia       | Ceibeño             | 30 de abril | 19:00      |
| Honduras Progreso  | 3 - 1      | Platense      | Humberto Micheletti | 30 de abril | 19:00      |
| Motagua            | 6 - 0      | Real Sociedad | Nacional            | 30 de abril | 19:00      |
| Total de goles: 23 |            |               |                     |             |            |

## Tabla General de la Temporada
Simbología:

Pts: puntos acumulados.

PJ: partidos jugados.

PG: partidos ganados.

PE: partidos empatados.

PP: partidos perdidos.

GF: goles a favor.

GC: goles en contra.

|                                            |     | Equipo        | PJ | G  | E  | P  | GF | GC | Dif. | Pts | Clasificación |
| ------------------------------------------ | --- | ------------- | -- | -- | -- | -- | -- | -- | ---- | --- | ------------- |
|                                            | 1.  | Real España   | 36 | 23 | 6  | 7  | 66 | 36 | +30  | 75  |               |
|                                            | 2.  | Olimpia       | 36 | 20 | 7  | 9  | 66 | 29 | +37  | 67  |               |
|                                            | 3.  | Motagua       | 36 | 18 | 9  | 9  | 62 | 36 | +26  | 63  |               |
|                                            | 4.  | Vida          | 36 | 17 | 10 | 9  | 56 | 43 | +13  | 61  |               |
|                                            | 5.  | Marathón      | 36 | 15 | 5  | 16 | 49 | 44 | +5   | 50  |               |
|                                            | 6.  | Victoria      | 36 | 14 | 4  | 18 | 41 | 51 | -10  | 46  |               |
|                                            | 7.  | UPNFM         | 36 | 11 | 9  | 16 | 44 | 53 | -9   | 42  |               |
|                                            | 8.  | Honduras P    | 36 | 10 | 8  | 18 | 45 | 60 | -15  | 38  |               |
|                                            | 9.  | Real Sociedad | 36 | 9  | 6  | 21 | 39 | 83 | -44  | 33  |               |
|                                            | 10. | Platense      | 36 | 7  | 8  | 21 | 32 | 65 | -33  | 29  |               |
| Última actualización: 30 de abril de 2022. |     |               |    |    |    |    |    |    |      |     |               |

|  | Octavos de final Concacaf League |
|  | Ronda preliminar Concacaf League |
|  | Descenso de Categoría            |

## Fase final
|  | Repechajes | Repechajes | Repechajes | Repechajes | Repechajes |  |  | Semifinales | Semifinales | Semifinales | Semifinales | Semifinales |  |  | Final | Final       | Final | Final | Final |
|  |            |            |            |            |            |  |  |             |             |             |             |             |  |  |       |             |       |       |       |
|  |            |            |            |            |            |  |  | 1.°         | Real España | 2           | 1           | 3           |  |  |       |             |       |       |       |
|  | 3.°        | Victoria   | 1          | 1          | 2          |  |  | 6.°         | Marathón    | 0           | 1           | 1           |  |  |       |             |       |       |       |
|  | 6.°        | Marathón   | 4          | 1          | 5          |  |  |             |             |             |             |             |  |  | 1.°   | Real España | 0     | 2     | 2     |
|  |            |            |            |            |            |  |  |             |             |             |             |             |  |  | 4.°   | Motagua     | 3     | 0     | 3     |
|  |            |            |            |            |            |  |  | 2.°         | Olimpia     | 1           | 0           | 1           |  |  |       |             |       |       |       |
|  | 4.°        | Motagua    | 3          | 0          | 3          |  |  | 4.°         | Motagua     | 1           | 1           | 2           |  |  |       |             |       |       |       |
|  | 5.°        | Vida       | 0          | 0          | 0          |  |  |             |             |             |             |             |  |  |       |             |       |       |       |

### Repechajes
| 5 de mayo de 2022, 19:06 | Marathón                                                     | 4:1 (2:0) | Victoria  | Estadio Olímpico, San Pedro Sula. |                         |
|                          | Castillo 27' · Campana 44' · Solano 53' (pen.) · Ramos 90+3' | Reporte   | Colón 56' | Árbitro(s): Raúl Castro           | Árbitro(s): Raúl Castro |

| 7 de mayo de 2022, 19:00 | Victoria           | 1:1 (0:0) | Marathón         | Estadio Ceibeño, La Ceiba. |                            |
|                          | Canales 49' (pen.) | Reporte   | Lanza 78' (pen.) | Árbitro(s): Nelson Salgado | Árbitro(s): Nelson Salgado |

| 4 de mayo de 2022, 19:30 | Vida | 0:3 (0:0) | Motagua                              | Estadio Ceibeño, La Ceiba. |                          |
|                          |      | Reporte   | López 50' · Santos 72' · Moncada 77' | Árbitro(s): Álex Morazán   | Árbitro(s): Álex Morazán |

| 8 de mayo de 2022, 17:00 | Motagua | 0:0 (0:0) | Vida | Estadio Nacional, Tegucigalpa. |                               |
|                          |         | Reporte   |      | Árbitro(s): Orlando Hernández  | Árbitro(s): Orlando Hernández |

### Semifinales
| 11 de mayo de 2022, 19:06 | Marathón | 0:2 (0:1) | Real España                | Estadio Olímpico, San Pedro Sula. |                          |
|                           |          | Reporte   | Lacayo 26' · Bernárdez 62' | Árbitro(s): Selvin Brown          | Árbitro(s): Selvin Brown |

| 14 de mayo de 2022, 19:00 | Real España | 1:1 (1:0) | Marathón    | Estadio Morazán, San Pedro Sula. |                           |
|                           | Lacayo 18'  | Reporte   | Campana 74' | Árbitro(s): Óscar Moncada        | Árbitro(s): Óscar Moncada |

| 12 de mayo de 2022, 19:00 | Motagua     | 1:1 (1:1) | Olimpia      | Estadio Nacional, Tegucigalpa. |                           |
|                           | Moreira 23' | Reporte   | Chirinos 21' | Árbitro(s): Said Martínez      | Árbitro(s): Said Martínez |

| 15 de mayo de 2022, 17:00 | Olimpia | 0:1 (0:1) | Motagua    | Estadio Nacional, Tegucigalpa. |                              |
|                           |         | Reporte   | Moreira 4' | Árbitro(s): Melvin Matamoros   | Árbitro(s): Melvin Matamoros |

### Final
| 22 de mayo de 2022, 17:00 | Motagua                              | 3:0 (1:0) | Real España | Estadio Nacional, Tegucigalpa. |                              |
|                           | Moreira 29' · Tejeda 53' · López 85' | Reporte   |             | Árbitro(s): Melvin Matamoros   | Árbitro(s): Melvin Matamoros |

| 29 de mayo de 2022, 15:00                                               | Real España            | 2:0 (2:0) | Motagua | Estadio Olímpico, San Pedro Sula. |                          |
|                                                                         | García 38' · Rocca 45' | Reporte   |         | Árbitro(s): Selvin Brown          | Árbitro(s): Selvin Brown |
| El Motagua se consagró campeón tras ganar la serie por un global de 2:3 |                        |           |         |                                   |                          |

|                             |
| Campeón Motagua 18.° título |

## Estadísticas

### Goleadores
| Pos.                                     | Jugador           | Equipo            | Goles |
| ---------------------------------------- | ----------------- | ----------------- | ----- |
| 1.°                                      | Ramiro Rocca      | Real España       | 11    |
| 2.°                                      | Roberto Moreira   | Motagua           | 10    |
| 3.°                                      | Erick Andino      | Honduras Progreso | 8     |
| 3.°                                      | Yustin Arboleda   | Olimpia           | 8     |
| 4.°                                      | Yaudel Lahera     | Victoria          | 6     |
| 4.°                                      | Patryck Ferreira  | Vida              | 6     |
| 5.°                                      | Marco Tulio Vega  | Victoria          | 5     |
| 5.°                                      | Lucas Campana     | Marathón          | 5     |
| 5.°                                      | Edwin Solano      | Marathón          | 5     |
| 5.°                                      | Brayan Moya       | Olimpia           | 5     |
| 5.°                                      | Jamal Charles     | Real Sociedad     | 5     |
| 5.°                                      | Selvin Guevara    | Honduras Progreso | 5     |
| 5.°                                      | Damin Ramírez     | Victoria          | 5     |
| 5.°                                      | Cristian Sacaza   | Honduras Progreso | 5     |
| 6.°                                      | Getsel Montes     | Real España       | 4     |
| 6.°                                      | Álvaro Klusener   | Platense          | 4     |
| 6.°                                      | Marvin Bernárdez  | Vida              | 4     |
| 6.°                                      | Júnior Lacayo     | Real España       | 4     |
| 6.°                                      | Alexy Vega        | Victoria          | 4     |
| 6.°                                      | Juan Vieyra       | Marathón          | 4     |
| 6.°                                      | Omar Rosas        | Real España       | 4     |
| 7.°                                      | Jorge Cardona     | Platense          | 3     |
| 7.°                                      | Deyron Martinez   | Real Sociedad     | 3     |
| 7.°                                      | Geovany Martínez  | Honduras Progreso | 3     |
| 7.°                                      | Alexander Aguilar | Vida              | 3     |
| 7.°                                      | Jerry Bengtson    | Olimpia           | 3     |
| 7.°                                      | Carlos Mejía      | Motagua           | 3     |
| 7.°                                      | Odín Ramos        | Marathón          | 3     |
| 7.°                                      | Akeem Roach       | Real Sociedad     | 3     |
| 7.°                                      | Edwin Rodríguez   | Olimpia           | 3     |
| 7.°                                      | Rafael Agámez     | Vida              | 3     |
| 7.°                                      | Michaell Chirinos | Olimpia           | 3     |
| 7.°                                      | Rembrandt Flores  | UPNFM             | 3     |
| 7.°                                      | Juan Ramón Mejía  | UPNFM             | 3     |
| 8.°                                      | Andre Orellana    | Platense          | 2     |
| 8.°                                      | Franco Olego      | Motagua           | 2     |
| 8.°                                      | Marco Aceituno    | Real España       | 2     |
| 8.°                                      | Jhow Benavídez    | Real España       | 2     |
| 8.°                                      | Franklin Flores   | Real España       | 2     |
| 8.°                                      | Cesar Guillén     | UPNFM             | 2     |
| 8.°                                      | Eddie Hernández   | Olimpia           | 2     |
| 8.°                                      | Luis Hurtado      | Victoria          | 2     |
| 8.°                                      | Jack Baptiste     | UPNFM             | 2     |
| 8.°                                      | Carlos Meléndez   | Motagua           | 2     |
| 8.°                                      | William Moncada   | Platense          | 2     |
| 8.°                                      | Juan Pablo Montes | Vida              | 2     |
| 8.°                                      | José Velásquez    | Victoria          | 2     |
| 8.°                                      | Rony Martínez     | Real Sociedad     | 2     |
| Última actualización: 29 de mayo de 2022 |                   |                   |       |

### Goleo general
| Pos.                                     | Jugador          | Equipo            | Goles |
| ---------------------------------------- | ---------------- | ----------------- | ----- |
| 1.°                                      | Ramiro Rocca     | Real España       | 23    |
| 2.°                                      | Jerry Bengtson   | Olimpia           | 19    |
| 3.°                                      | Yustin Arboleda  | Olimpia           | 14    |
| 4.°                                      | Ángel Tejeda     | Vida/Motagua      | 13    |
| 5.°                                      | Marlon Ramírez   | UPNFM             | 12    |
| 6.°                                      | Cristian Sacaza  | Honduras Progreso | 11    |
| 7.°                                      | Kevin López      | Motagua           | 10    |
| 7.°                                      | Omar Rosas       | Real España       | 10    |
| 8.°                                      | Marco Tulio Vega | Motagua/Victoria  | 8     |
| 8.°                                      | Juan Ramón Mejía | UPNFM             | 8     |
| 8.°                                      | Eddie Hernández  | Olimpia           | 8     |
| 8.°                                      | Erick Andino     | Honduras Progreso | 8     |
| Última actualización: 29 de mayo de 2022 |                  |                   |       |

### Clasificados a torneos internacionales
| Clasificado | Liga Concacaf 2022 |
| ----------- | ------------------ |
| Honduras 1  | Olimpia            |
| Honduras 2  | Motagua            |
| Honduras 3  | Real España        |

### Promedio de descenso
| Pos  | Equipo            | Ap. 2021 | Cl. 2022 | Total | PJ | Promedio |
| ---- | ----------------- | -------- | -------- | ----- | -- | -------- |
| 1.º  | Real España       | 38       | 37       | 75    | 36 | 2.0833   |
| 2.º  | Olimpia           | 35       | 32       | 67    | 36 | 1.8611   |
| 3.º  | Motagua           | 35       | 28       | 63    | 36 | 1.7500   |
| 4.º  | Vida              | 36       | 25       | 61    | 36 | 1.6944   |
| 5.º  | Marathón          | 27       | 23       | 50    | 36 | 1.3889   |
| 6.º  | Victoria          | 14       | 32       | 46    | 36 | 1.2778   |
| 7.º  | UPNFM             | 27       | 15       | 42    | 36 | 1.1667   |
| 8.º  | Honduras Progreso | 15       | 23       | 38    | 36 | 1.0556   |
| 9.º  | Real Sociedad     | 16       | 17       | 33    | 36 | 0.9167   |
| 10.º | Platense          | 6        | 23       | 29    | 36 | 0.8056   |

|  | |
|  | El Platense, equipo que ocupó esta posición al finalizar la temporada, descendió a la Liga de Ascenso. |